# Кирай, Габор
Га́бор Ки́рай (венг. Király Gábor; род. 1 апреля 1976[…], Сомбатхей) — венгерский футболист. Известен как вратарь, всегда игравший в тренировочных брюках, а не в стандартных футбольных трусах. 20 мая 2016 года, сыграв свой 102-й матч, стал рекордсменом сборной Венгрии по количеству матчей. Спустя месяц, 14 июня, выйдя в стартовом составе своей сборной на матч против Австрии, в возрасте 40 лет и 74 дней стал самым возрастным футболистом, принимавшим участие в матче финального турнира чемпионата Европы (рекорд Кирая был побит 41-летним португальцем Пепе в 2024 году).

## Клубная карьера

### «Халадаш»
С 1993 года Кирай играл за клуб «Халадаш» из родного города. В первом же сезоне в его профессиональной карьере он впервые пережил вылет со своей командой. Но в следующем сезоне «Халадаш» вновь поднялся в высшую лигу. В следующих двух сезонах Кирай также защищал ворота этой команды. До 1997 года 96 раз стоял в рамке ворот «Халадаша».

### «Герта»
В начале сезона 1997/98 Кирай покинул Венгрию и отправился в Германию играть за берлинскую «Герту». Через несколько игр он стал неоспоримым первым номером в воротах берлинцев. Он стал широко известен из-за своих штанов, в которых он выходит на поле и которые «Nike» даже включила в свою мерчендайзерскую программу. В сезоне 1998/99 согласно статистике он стал лучшим голкипером в Бундеслиге. Он пропустил меньше всего мячей и предотвратил больше всех голевых шансов противника. Таким образом, его вклад в успех «Герты» в том сезоне (3 место) был довольно велик. В сумме в составе берлинского клуба он появлялся на поле 198 раз в Бундеслиге, 9 раз в Кубке лиги и ещё 13 раз — в Кубке Германии. В Кубке УЕФА в составе «Герты» венгерский вратарь сыграл 20 матчей, а в Лиге чемпионов — 12.
После зимней паузы в сезоне 2003/04 Кирай уступил место в стартовом составе запасному вратарю Кристиану Фидлеру. В этот период венгр находился в тяжёлой депрессии. Летом 2004 он покинул клуб и перебрался в Англию, чтобы играть там за «Кристал Пэлас», на тот момент выступавший в Премьер-лиге.

### «Кристал Пэлас»
После переезда в Англию ему удалось преодолеть депрессию, во многом благодаря поддержке венгерского вратаря-легенды Дьюлы Грошича. В сезоне 2004/05 Кирай сыграл 32 игры за «Пэлас» и считался одним из лучших вратарей в Премьер-лиге, но не смог предотвратить вылет своей команды.
С 23 ноября по 11 декабря 2006 Кирай был отдан в аренду в «Вест Хэм» на 3 игры, но во всех трёх матчах сидел на скамейке запасных и вернулся в «Кристал Пэлас». Через два дня его снова отдали в аренду, на этот раз в «Астон Виллу», где оба вратаря выбыли из-за травм. За клуб из Бирмингема он дебютировал 16 декабря на «Вилла Парке». Затем он принял участие ещё в 4 матчах Премьер-лиги и одном матче Кубка Англии. Свою последнюю игру за «Астон Виллу» провёл 7 января 2007 против «Манчестер Юнайтед», она завершилась победой «Юнайтед» из-за ошибки Кирая, приведшей к голу. 12 января он вернулся в «Кристал Пэлас» и снова стал там основным вратарём. Всего ворота «орлов» Кирай защищал в 114 матчах лиги.

### «Бернли»
Летом 2007 Кирай перешёл в «Бернли», который, как и «Пэлас», играл в Чемпионшипе. В сезоне 2007/08 он провёл 27 игр, но уже в первом круге следующего сезона он ни разу не появлялся на поле. Зимой он был отдан в аренду «Байеру» до конца сезона. Хотя венгр и стал там номинально финалистом Кубка Германии, но всё же должен был смириться с ролью запасного вратаря после Рене Адлера. Таким образом, в сезоне 2008/09 он не сыграл вообще ни одной игры в профессиональном футболе.

### «Мюнхен 1860»
В начале сезона 2009/10 Кирай перешёл в клуб немецкой Второй Бундеслиги «Мюнхен 1860», с которым он подписал двухлетний контракт с возможностью продления ещё на один год. Тренер Эвальд Линен сразу же доверил ему место в воротах. За исключением последней игры в лиге венгр защищал ворота «львов» во всех официальных играх сезона. Также и на протяжении его второго года в Мюнхене он 33 раза выходил на поле во Второй Бундеслиге, постоянно принося команде очки своей хорошей игрой.
Так и в сезоне 2011/12 Кирай прочно занимает место основного вратаря, несмотря на свой возраст. 26 ноября 2011 после победы мюнхенцев над франкфуртским «Айнтрахтом» он был отмечен газетой «Kicker» как игрок 16 тура. Венгерский вратарь был вынужден пропустить игру 19 тура против «Карлсруэ», так как на тренировке повредил себе крестообразные связки.

### Возвращение в «Халадаш»
Летом 2015 года Кирай вернулся в Венгрию, в клуб «Халадаш», воспитанником которого он являлся.
1 апреля 2017 года Кирай продлил контракт с «Халадашем» до 2019 года. Это произошло в 41-й день рождения Кирая.
22 мая 2019 года стало известно, что в возрасте 43 лет Кирай решил завершить карьеру игрока. Срок действия его соглашения с клубом истек, а новый контракт не был подписан.

## Карьера в сборной
Кирай сыграл 7 игр за юношескую и 10 за молодёжную сборную Венгрии. В составе взрослой сборной он 70 раз выходил на поле до 2006 года. После поражения 1:2 от мальтийцев в Валлетте 11 октября 2006 он не вызывался в сборную на протяжении почти 3 лет. 12 августа 2009 он был снова в составе сборной, но не вышел на поле в проигранной венграми игре против сборной Румынии. 14 ноября того же года он вновь занял место в воротах национальной сборной в игре против Бельгии. С тех пор он снова регулярно появлялся в воротах венгерской команды. За сборную Венгрии провёл рекордные 108 матчей. 2 августа 2016 года Кирай объявил о завершении карьеры в сборной, а 15 ноября того же года простился со сборной, сыграв первые 29 минут товарищеского матча со Швецией (0:2). а 17 ноября того же года Кирай сыграл прощальный матч в сборной Венгрии.
По итогам выступлений в сборной на счету Кирая несколько не только национальных, но и международных рекордов: он сыграл рекордные 108 матчей за сборную; на его счету первый в истории Венгрии матч на ноль в рамках Чемпионата Европы; он стал самым возрастным футболистом, сыгравшим в матче финального турнира Чемпионата Европы (40 лет и 74 дня), а затем в ходе турнира ещё увеличил этот показатель на 8 дней.

## Достижения

### Командные
«Халадаш»
- Победитель Венгерского национального чемпионата II: 1994/95

 «Герта»
- Победитель Кубка немецкой лиги: 2001, 2002

### Личные
- Футболист года в Венгрии: 1998, 2015, 2016
- Вратарь десятилетия в Венгрии: 2010[18]
- Рекордсмен сборной Венгрии по количеству матчей (108 матчей).
- До 2024 года самый возрастной участник чемпионатов Европы за всю историю: 40 лет и 86 дней

## Личная жизнь
Габор Кирай женат и имеет двух детей. В 2016 году в своём инстаграме Кирай опубликовал фотографию сына, который также стал вратарем, и который также играл в серых тренировочных штанах, которые прославили его отца.